# Plodnost

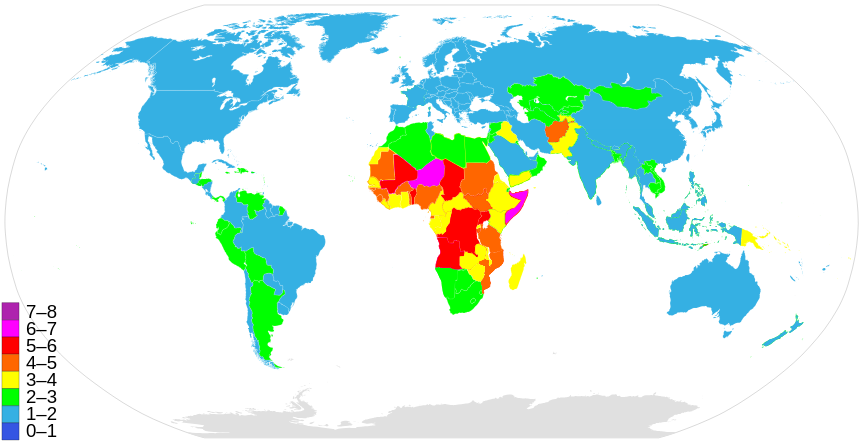
Úhrnná plodnost v různých zemích světa

Plodnost (fertilita) je demografický ukazatel vyjadřující průměrný počet potomků na jednu ženu (někdy zaměňováno s natalitou). Za hraniční hodnotu potřebnou k zachování populace se obvykle považuje hodnota 2,1 potomků na jednu ženu.

## Ukazatele plodnosti

### Obecná míra plodnosti
Obecná míra plodnosti (f):
{\displaystyle f={\frac {N^{\rm {v}}}{P_{15{-}49}^{\rm {\check {z}}}}}\cdot 1000},
kde
{\displaystyle N^{\rm {v}}} je počet živě narozených dětí,
{\displaystyle P_{15{-}49}^{\rm {\check {z}}}} je počet žen v reprodukčním věku (15–49 let), vztažený ke střednímu stavu obyvatelstva, tj. k 1. červenci daného roku.

### Index plodnosti
Index plodnosti (ip) nahrazuje obecnou míru plodnosti v oblastech s neúplnou evidencí živě narozených (převážně v chudších afrických a asijských zemích). Na rozdíl od předchozích ukazatelů se udává v procentech.
{\displaystyle ip={\frac {N^{0{-}4}}{P_{20{-}49}^{\rm {\check {z}}}}}\cdot 100},
kde
- {\displaystyle N^{0{-}4}} je počet dětí ve věku 0–4 roky,
- {\displaystyle P_{20{-}49}^{\rm {\check {z}}}} je počet žen ve věku 15–44, popřípadě 20–49 let. (Věkový posun je dán právě intervalem věku dětí.)

### Míra plodnosti podle věku

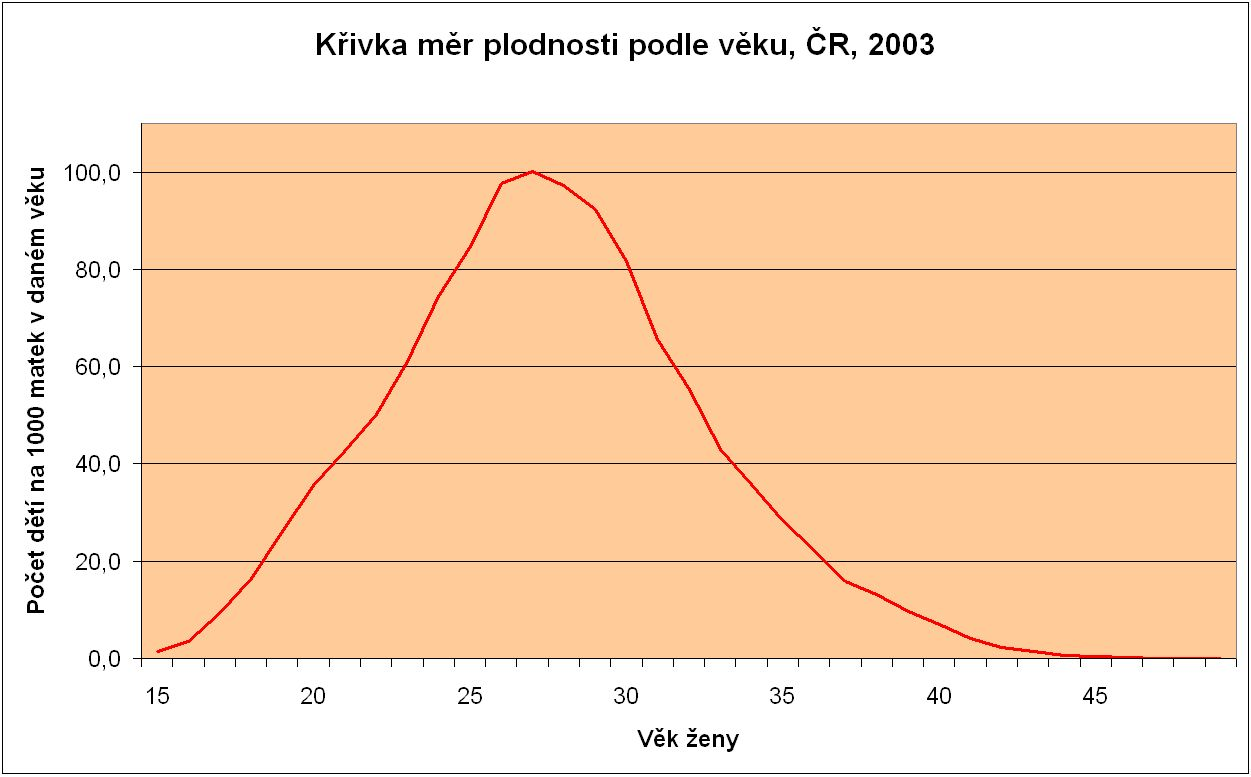
Křivka měr plodnosti podle věku pro ČR v roce 2003.

Míra plodnosti podle věku (fx) se používá při analýze změn plodnosti v závislosti na věku matek. Ukazatel udává počet živě narozených dětí na tisíc matek ve věku x.
{\displaystyle f_{x}={\frac {N_{x}^{\rm {v}}}{P_{x}^{\rm {\check {z}}}}}\cdot 1000},
kde
- {\displaystyle N_{x}^{\rm {v}}} je počet živě narozených dětí matkám ve věku {\displaystyle x},
- {\displaystyle P_{x}^{\rm {\check {z}}}} je střední stav obyvatelstva žen ve věku {\displaystyle x}.

### Úhrnná plodnost
Úhrnná plodnost (úp) představuje jeden z hlavních ukazatelů plodnosti, jedná se o součet měr plodnosti podle věku, a vyjadřuje tedy intenzitu plodnosti celé populace. Její hodnota popisuje průměrný počet dětí narozených jedné ženě během jejího života za předpokladu, že by se obecná míra plodnosti podle věku během reprodukčního období ženy neměnila. Úhrnná plodnost je sumou obecných měr plodnosti podle věku (fx) v transverzálním pojetí – tj. obvykle v kalendářním roce. Nejedná se o součet fx jedné generace (kohorty), takovému ukazateli pak odpovídá konečná plodnost.
Obvykle se pracuje s věkovou skupinou žen ve věku 15–49 let, pokud to ovšem statistické údaje dovolují, započítávají se i ty ženy, které pořídily dítě i před 15. či po 49. roce věku. Vše je závislé na evidenci statistických údajů.
Úhrnná plodnost se udává opět v promile.
{\displaystyle {\acute {u}}p=\sum _{k=15}^{49}f_{k}=\sum _{k=15}^{49}{\frac {N_{k}^{\rm {v}}}{P_{k}^{\rm {\check {z}}}}}\cdot 1000},
kde
- {\displaystyle N_{k}^{\rm {v}}} představuje živě narozené děti pro každou věkovou skupinu žen ve věku {\displaystyle k} (15–49 let),
- {\displaystyle P_{k}^{\rm {\check {z}}}} představuje populace jednotlivých věkových skupin žen ve věku {\displaystyle k} ke střednímu stavu obyvatelstva.

## Plodnost v Česku
V Česku a v mnoha okolních státech je v současné době plodnost hluboko pod hranicí zachování a má jednu z nejnižších hodnot mezi všemi státy světa.[kdy?] K velkému propadu došlo zejména těsně po sametové revoluci. (Viz též Demografická revoluce.). Při sčítání obyvatel v roce 2021 se však ukázalo zvýšení plodnosti na nejvyšší hodnotu od roku 1992 a patří tak v tomto roce k jedné z nejvyšších v rámci Evropské unie. V následujících letech plodnost propadla o více než 20 %, v roce 2022 na hodnotu 1,62 a 2023 dále na 1,45.
| Rok      | 1950  | 1960  | 1970  | 1980  | 1990  | 1995  | 2000  | 2005  | 2010  | 2015  | 2021 | 2022 | 2023 |
| Plodnost | 2,800 | 2,114 | 1,913 | 2,096 | 1,893 | 1,278 | 1,144 | 1,146 | 1,493 | 1,570 | 1,83 | 1,62 | 1,45 |

Výše porodnosti je též otázkou politickou, související též s nastavením daňové či sociální politiky státu. Mezi příčiny porevolučního propadu porodnosti tak lze podle některých názorů počítat tehdejší změny daňového systému, resp. snížení úrovně sociálních dávek pro rodiny s dětmi.